# Wethouder Frankeweg

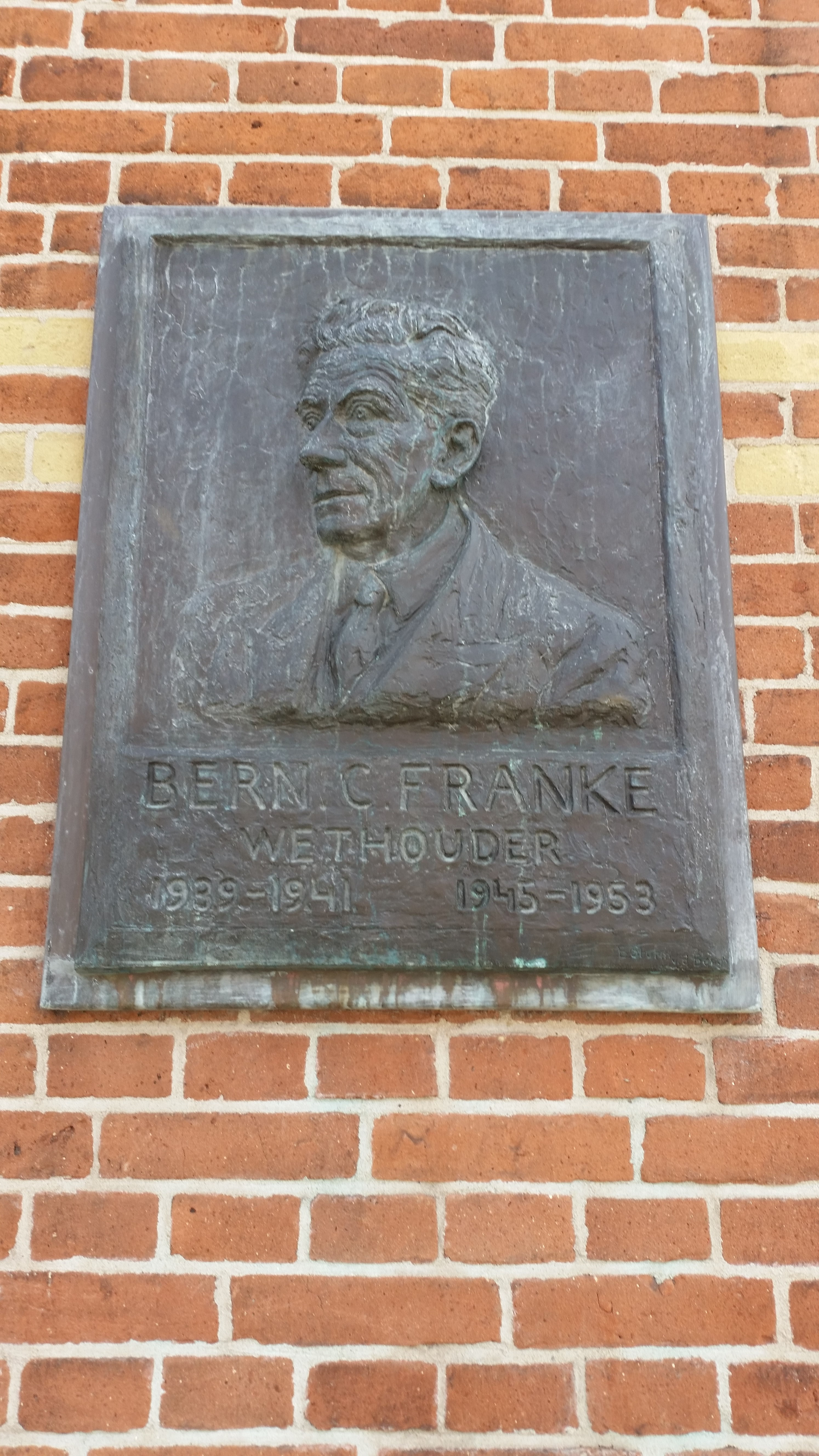
Bernardus Franke door Bep Sturm (april 2020}

Wethouder Frankeweg is een straat in Amsterdam-Oost.

## Geschiedenis en ligging
Deze straat kreeg per raadsbesluit 15 april 1904 van de gemeente Watergraafsmeer de straatnaam Nieuweweg; Watergraafsmeer was nog een zelfstandige gemeente. Die straat liep toen van de Middenweg naar de Linnaeusparkweg. Daarachter lag nog agrarisch gebied. In 1909 waren al plannen het gebied tot aan het rangeerterrein Watergraafsmeer vol te (laten) bouwen door de Bouwmaatschappij Linnaeus Park, maar de Nieuweweg kreeg geen verlenging.   
Het was hier toen nog grotendeels landelijk gebied. Dat veranderde toen in 1921 de gemeente Amsterdam de Watergraafsmeer annexeerde en verder begon te bouwen. Amsterdam ging bouwen aan een tuindorp langs een sloot die al op eerdere kaarten werd afgebeeld. In het verlengde van de Nieuweweg kwam het Galileïplantsoen te liggen waarvan de zuidelijke weg aansluit op de Nieuweweg. 
De hele wijk is ingericht als in 1956 Burgemeester en wethouders van Amsterdam een voorstel indienen om de straat te hernoemen. Ze wensen te straat te vernoemen naar Bernardus Cornelis Franke, jarenlang wethouder in Amsterdam, die aan de Nieuweweg 26 woonde. Op 4 juli 1956 stemt de gemeenteraad hiermee in. Op 15 december 1956 komt burgemeester Arnold d'Ailly naar de Watergraafsmeer om deze hernoeming te effectueren door middel van het onthullen van een plaquette van Franke op de hoek met de Middenweg. De plaquette, bevestigd aan de zijgevel van een pand aan de Middenweg, is gemaakte door Bep Sturm-van den Bergh na opdracht van de Amsterdamse afdeling van de Partij van de Arbeid.
Eind jaren zestig komt de straat in het nieuws vanwege het langs elkaar heen werken van gemeentelijk diensten. De straat had een nieuw wegdek gekregen toen vlak daarna de rioleringsdienst de straat weer openbrak om het riool te vernieuwen.

## Gebouwen
Oneven huisnummers lopen op van 1 tot en met 41; even huisnummers van 2 tot en met 44. De oneven huisnummers behoren tot de Linnaeusparkbuurt, de even huisnummers tot Middenmeer Zuid.  

### Wethouder Frankeweg 3-5 en 7
Aan de noordzijde heeft de Wethouder Frankeweg verbinding met het Linnaeushof. Dat hof werd volledig ingericht met gebouwen die ontworpen waren door Alexander Kropholler. Het geheel werd later tot gemeentelijk monument en rijksmonument verklaard waarbij sommige gebouwen een aparte monumentstatus kregen. De toegang aan de Weth. Frankeweg laat een soort poortgebouwen zien op respectievelijk huisnummers 3/5 en 7. Beide zijn ontworpen in een vroege versie van de Delftse School, maar zijn als panden in de Amsterdamse School een spiegelbeeld van elkaar. Ze vertonen tevens invloeden van Hendrik Petrus Berlage. De blokjes vallen op door hun kleurstelling.

### Wethouder Frankeweg 24-44
De zuidkant was eerder bebouwd. Hier staat een rijtje portiekwoningen uit rond 1909, dat ontworpen is door Zeeger Gulden nog voordat hij een lucratieve zaak opzetten met Melle Geldmaker. Het blok staat op Wethouder Frankeweg 24-44 hoek Linnaeusparkweg 144 en is opgetrokken in een eclectische bouwstijl. Het blok werd in 2013 tot gemeentelijk monument verklaard.

## Afbeeldingen

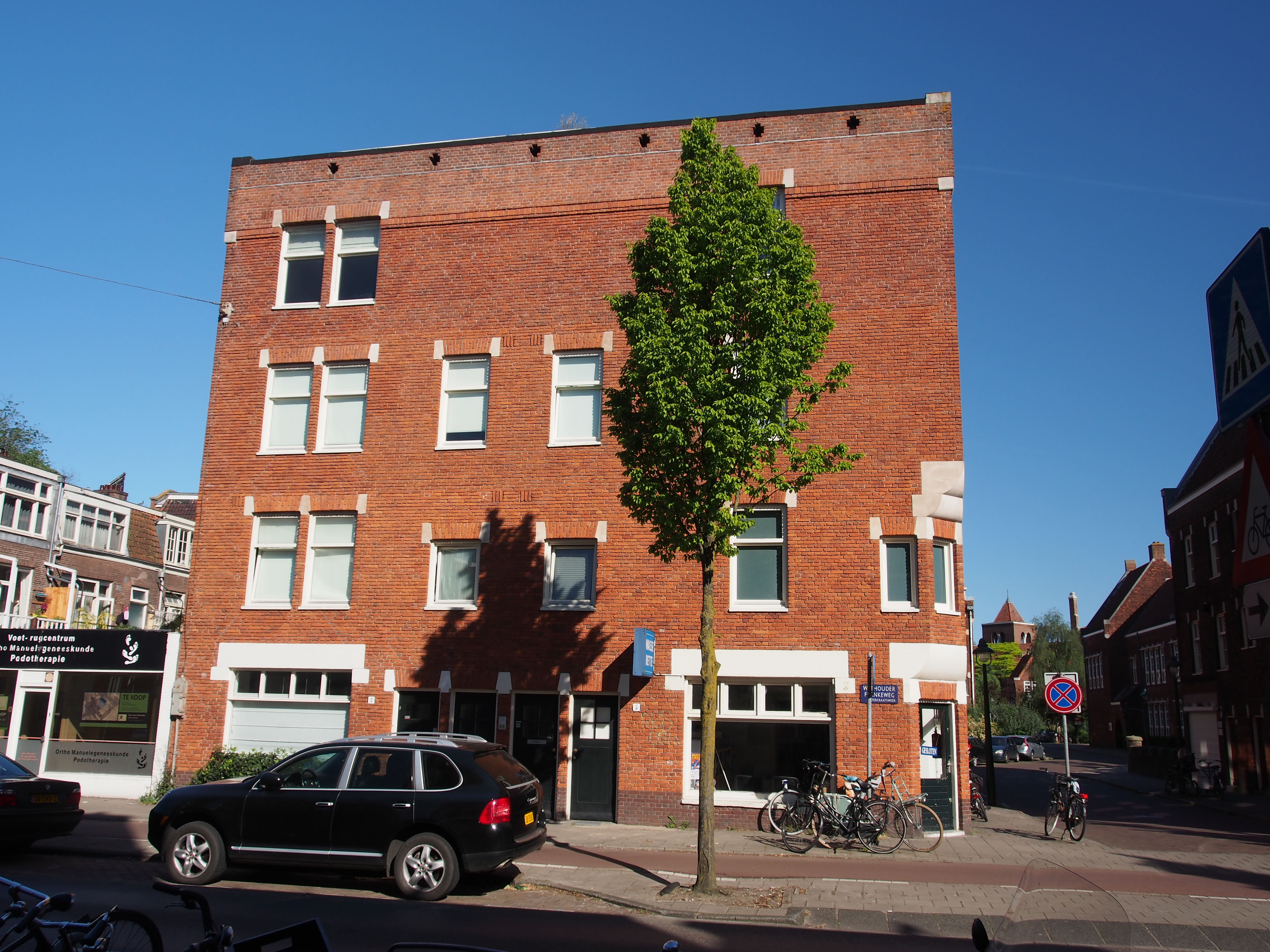
Wethouder Frankeweg 3-5 (mei 2017)
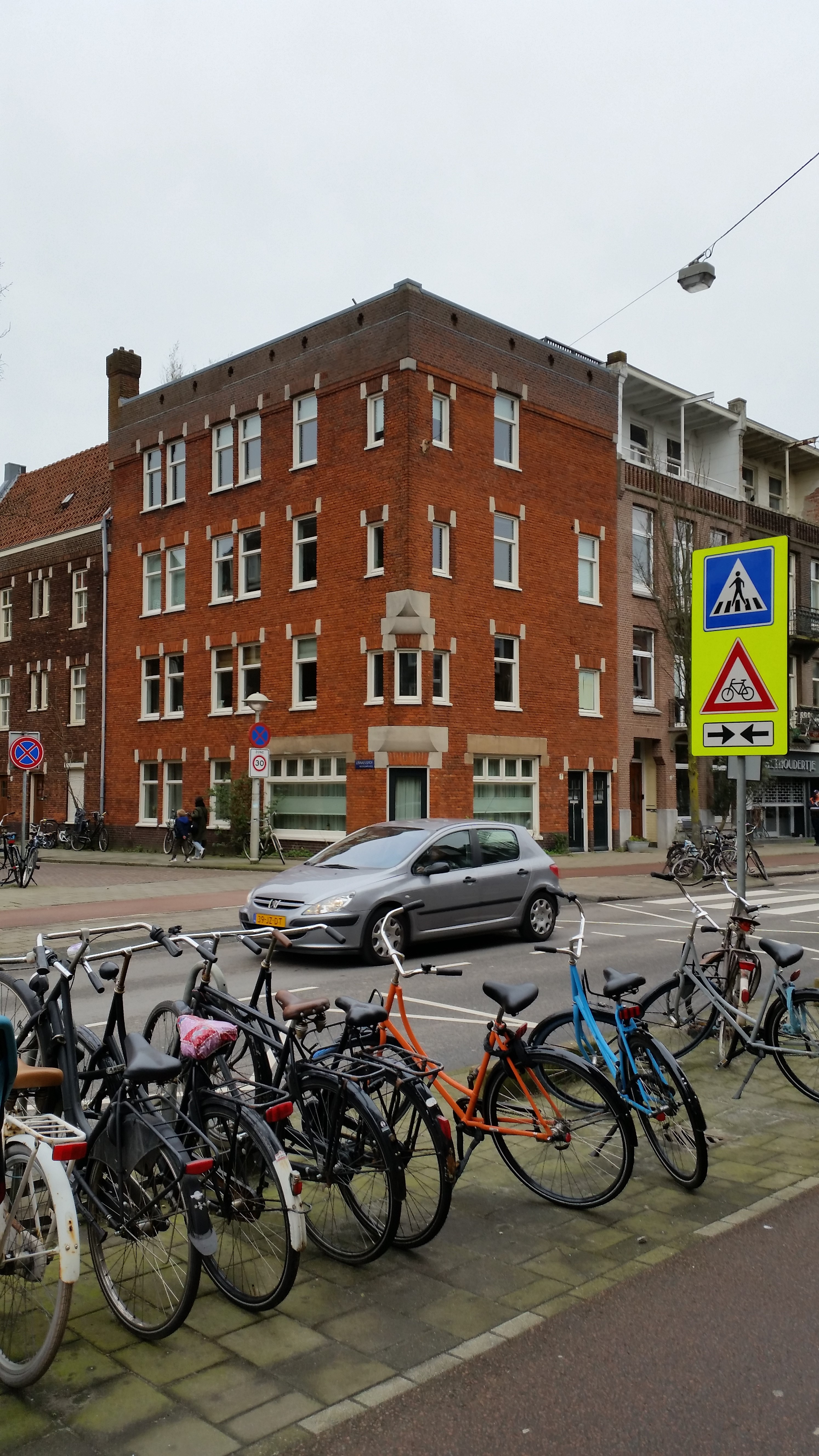
Wethouder Frankeweg 7 (februari 2020)